# ラファウ・ヴォルスキ
ラファウ・ヴォルスキ（ポーランド語: Rafał Wolski, 1992年11月10日 - ）は、ポーランド・マゾフシェ県コジェニツェ出身の同国代表サッカー選手。ポジションはMF。ヴィスワ・プウォツク所属。

## 経歴
2010年にレギア・ワルシャワでプロデビュー。2013年1月、セリエAのACFフィオレンティーナへ完全移籍した。2014年8月28日、セリエBのFCバーリ1908に期限付き移籍した。

## 代表歴
2012年5月、フル代表経験がないままEURO 2012に向けたポーランド代表の暫定メンバーに選出。5月22日、大会前のテストマッチ、ラトビア戦で代表デビューを飾った。本大会の登録メンバー入りも果たしたが、出場機会はなかった。